# Заремба, Станислав
Стани́слав Заре́мба (пол. Stanisław Zaremba; 1863—1942) — польский математик и педагог, доктор физико-математических наук; иностранный член Академии наук СССР.

## Биография
Станислав Заремба родился 3 октября 1863 года в селе Романовка в семье инженера.
Получив среднее образование поступил в Технологический институт в Санкт-Петербурге.
После успешного окончания последнего, Заремба в 1887 году он переехал из России в Париж, где в 1889 году после учёбы в Сорбонне получил степень доктора физико-математических наук.
В 1890 году был назначен преподавателем на кафедре математики в Ягеллонский университет.
Без отрыва от педагогической деятельности приложил немало сил для создания в 1919 году Польского математического общества (пол. Polskie Towarzystwo Matematyczne).
Одна из научных премий общества ныне носит его имя.
Он был одним из ведущих представителей Краковской школы математики (пол. Krakowska szkoła matematyczna).
Помимо этого он являлся членом-корреспондентом, а затем и иностранным членом Академии наук СССР.
Станислав Заремба умер 23 ноября 1942 года в городе Кракове во время оккупации Польши войсками Вермахта в ходе Второй мировой войны.
Французский математик Анри Леон Лебег написал о Зарембе следующие слова: 
«Научная активность Зарембы коснулась столь большого круга исследований, что его фамилия не может быть неизвестна тем, кто интересуется математикой... оценить полностью силу предложенных им методов и свободу его творческой фантазии, могут только те, кто специально занимался уравнениями математической физики. В этой отрасли он (Заремба) проявил свой стиль и здесь его имя останется навсегда».
Помимо научных наград, Станислав Заремба был награждён Орденом Возрождения Польши и Крестом Заслуги (1936).

## Избранная библиография
- —. Zarys pierwszych zasad teoryi liczb całkowitych (пол.). — Kraków: Akademia Umiejętności, 1907.
- —. Pogląd na historyę rozwoju i stan obecny teoryi równań fizyki w czterech odczytach (пол.). — Warsaw: Druk. J. Sikorskiego, 1909.
- —. Teorya wyznaczników i równań liniowych (пол.). — Kraków: Kółko Matematyczno-Fizyczne Uczniów Uniwersytetu Jagiellońskiego, 1909.
- —. Arytmetyka teoretyczna (пол.). — Kraków: Akademia Umiejętności, 1912.
- —. Ogólne zasady analizy matematycznej. Cz. 2: Rachunek całkowy (пол.). — Kraków: Kółko Matematyczno-Fizyczne Uczniów Uniwersytetu Jagiellońskiego, 1914.
- —. Wstęp do analizy. Cz. 1: Pojęcie dowodu matematycznego oraz inne wiadomości pomocnicze (пол.). — Warsaw: skł. gł. w Księgarni Gebethnera i Wolffa, 1915.
- —. Wstęp do analizy. Cz. 2: Teorya liczb rzeczywistych (пол.). — Warsaw: skł. gł. w Księgarni Gebethnera i Wolffa, 1918.
- —. Zarys mechaniki teoretycznej. Tom 1: Wiadomości pomocnicze i kinematyka (пол.). — Kraków: Akademia Umiejętności, 1933.